# Mustja
Mustja – wieś w Estonii, w prowincji Võru, w gminie Sõmerpalu.